# حسن خيوكه
حسن خيوكة (1912-1962) مغني وقاريء مقام عراقي يعد من ابرز رواد الفن الغنائي العراقي في الثلث ألأول من القرن العشرين، كان له الفضل في تطوير اداء المقام في إضافة الإيقاع على مقام الدشت. يعتبر من المطربين المعروفين الأوائل فقد تتلمذ على يده الكثير من قراء المقام وتعدى في ذلك إلى قارئات المقام وهن نادرات وقد تتلمذت على يده في غناء مقام الدشت المطربة «زهور حسين» وترك وراءه تراثاً غنائياً كبيراً إحتفظت ببعضه إذاعة بغداد على اسطوانات وأشرطة مسجلة وبقيت ضمن المكتبة الغنائية التراثية. نقل الواقع العراقي ومآسيه في المقام، وكان الحزن مستشفاً في الكلمات إلا أن ما ميزه هو تقديمه للمقام بصورة غير هروبية بل بتفاؤل لم يسبقه له أحد، فكان ذا تعابير حالمة وجمال أدبي فاقت التصور.

## حياته
اسمه الكامل حسن محمد على خيوكه، ولد في محلة جديد حسن باشا ببغداد عام 1912. والده محمد علي خيوكه كان أحد (بطانة) الملا عثمان الموصلي وقد عمل معه كثيرا في اشغال المواليد النبوية البغدادية. عمل في بداية حياته مع اخيه عبد الرزاق خيوكة في شركة الكاريات التي كانت تنقل الناس بين الكاظمية ومركز المدينة. تعلم المقام العراقي على يد ابيه وكذلك على يد القاري عبد الفتاح معروف وتاثر بالاستاذ محمد القبانجي واقتبس الكثير من اسلوبه المقامي. بدا خيوكه حياته الفنيه من قراءه المقامات على مسرح في سوق الشورجه بصحبة سيده المقام صديقة الملاية وغنى في مقاهي شارع الكفاح ومسرح الميدان في باب المعظم.
في العام 1934 تفرغ كليا إلى المقام العراقي بعد ان عمل مغنيا في اذاعة قصر الزهور والتي اسسها الملك غازي الاول، أستخدم حسن خيوكة الكثير من الاطوار التي غناها عبد الأمير الطويرجاوي التي زادت غناءه روعة وجمالاً، غنى في دار الإذاعة العراقية وظل فترة غير قصيرة يقدم الفواصل الغنائية بين فقرات البرامج المنوعة. وشكل عام 1936 منعطفا تاريخيا مهما في مسيرته الغنائية عندما تحقق له حلم حياته ودخل دار الإذاعة اللاسلكية العراقية التي كانت تمثل لديه الطموح الكبير الذي يبغيه وغنى فيها المرة الأولى بعد ان خصص له نصف ساعة كمطرب جديد يظهر ويطل على الساحة ثم زيدت الفترة إلى ساعة وهي حالة نادرة عند المطربين.
كتب ولحن معظم اغانيه التي كان يؤديها من اشهرها: من البير لو مي شربت ويعد صوته بين الاصوات الهادئة والجميلة والفخمة وامتاز خيوكه باجادته لغناء البستات البغدادية وله المام في فن التجويد وتتلمذ على يده الكثير من قراء المقام وكذلك قارئات مثل المطربة زهور حسين وخاصة في اداء مقام الدشت الذي كانت تجيده.

### موقفه مع نوري السعيد
من الطرائف انه كان يغني في احدي الحفلات التي كانت يتم بثها مباشرة عبر دار الاذاعة العراقية، فتفاجأ الجميع بدخول رئيس الوزراء العراقي الأسبق نوري السعيد إلى دار وطلب منه الاستمرار بالغناء ومازحه قائلا باللهجة العراقية: (اتدري ياملعون ان صوتك هو الذي استدرجني لزيارة المحطة في هذا الوقت). وطلب منه الاستمرار بالغناء وجلس امامه كي يستمع إلى غنائه. وبالرغم من انتهاء الدوام الرسمي للمحطة إلا أنه قد تم في ذلك اليوم بتمديد البث لمدة عشرين دقيقة تكريماً للباشا السعيد.

### وفاته
توفي حسن خيوكة عام 1962 بعد إصابته بمرض السكر رافقه العوز والفقر ومات وهو يعاني الإهمال. بعد ان اثرى التراث الغنائي العراقي باغان وبستات فريدة وخالدة.

## وصلات خارجية
- موقع يوتيوب - مقام دشت لقاريء المقام حسن خيوكة